# Gavāshīn
Gavāshīn (persiska: گواشين) är en ort i Iran.   Den ligger i provinsen Östazarbaijan, i den nordvästra delen av landet, 400 km nordväst om huvudstaden Teheran. Gavāshīn ligger 1 876 meter över havet och antalet invånare är 266.
Terrängen runt Gavāshīn är kuperad norrut, men söderut är den platt.Runt Gavāshīn är det ganska tätbefolkat, med 62 invånare per kvadratkilometer. Närmaste större samhälle är Sarāb, 9,7 km sydväst om Gavāshīn. Trakten runt Gavāshīn består till största delen av jordbruksmark.